# Diaptomus carnicus
Diaptomus carnicus is een eenoogkreeftjessoort uit de familie van de Diaptomidae. De wetenschappelijke naam van de soort is voor het eerst geldig gepubliceerd in 1890 door Senna.